# Erik Arnér
Erik Johan Gotthard Arnér, född 6 december 1945, är en svensk journalist, programledare, utrikeskorrespondent, politiskt expert och moderator.

## Biografi
Erik Arnér började arbeta med journalistik omkring år 1969. Utrikesjournalistik började han med 1977. Han arbetade 17 år på Sveriges Radio, där han bland annat var utrikeschef och -reporter samt mellan 1983 och 1987 USA-korrespondent baserad i New York. 
Efter tiden vid Sveriges Radio var han under 14 år programledare, producent, redaktör och projektledare för utrikesmagasinet 8 dagar i Sveriges Television. I maj 1993 var han även en av programledarna för ett särskilt Aktuellt-program om Bosnienkriget i SVT, och i september 1996 var han programledare för 8 dagar special om det amerikanska presidentvalet. Dagens Nyheters dåvarande tv-krönikör Gunnel Törnander hyllade ofta Arnérs programledarskap.
När 8 dagar lades ner i december 2000 sade han upp sig tillsammans med sin fru, mediekonsulten och tv-profilen Margareta Lexius, som var producent för programmet. De startade frilansbolaget Lexius Arnér Media. Arnér blev innan dess erbjuden tjänsten som utrikesansvarig för ett nytt inrikes- och utrikesmagasin på SVT men tackade nej.
Arnér gick över till TV4 2001. Från oktober 2001 var han programledare för Nyhetsmorgon tillsammans med bland andra Lotta Mossberg. Han var kvar på Nyhetsmorgon till sommaren 2003. Sommaren 2004 återkom han dock till programmet under en vecka. 
Arnér skrev även återkommande för Fokus.
2005 dömdes Arnér till en månads fängelse för grovt rattfylleri. Han erkände brott. Samtidigt stängdes av från sin tjänst vid TV4.
Han har också varit programledare för Godmorgon, världen! sporadiskt under 2003, 2005 och 2006. I januari 2007 började han tillsammans med Carina Lindskog leda utrikesmagasinet Världen i fokus i TV 8. Han har även varit reporter för programmet Adaktusson i samma kanal.
På senare år har han arbetat som utrikeskommentator och reporter på TV4 News och TV4Nyheterna.
Erik Arnérs namn förekommer i olika sketcher i Varan-TV.
2025 dömdes Arnér för två fall av ringa stöld. Arnér hade vid två olika tillfällen tagit med sig sprit från Systembolaget utan att betala. Han dömdes till 120 dagsböter om 150 kronor (18 000 kr) och 303 kronor i skadestånd till Systembolaget.

### Familj
Erik Arnér är son till organisten Gotthard Arnér och kompositören Borghild (född Cedermark). Han är gift med journalisten Margareta Lexius. Han har även två barn från ett tidigare äktenskap.